# Haneburg
Haneburg is een kasteel dat staat in de binnenstad van Leer in de gelijknamige Landkreis Leer in de deelstaat Nedersaksen in Duitsland.
Tussen 1542 en 1570 werd de Haneburg gebouwd door Claes Frese, de laatste drost van de stad Leer. Daarna kwam het huis door vererving in handen van Joest Hane, de grafelijke drost van Stickhausen. Hij vergrootte het gebouw in 1621 met de zuidwestelijke vleugel in Nederlandse renaissancestijl. Deze uitbreiding is te herkennen aan de tekst die boven de ingang van de burcht geschreven staat: „Anno 1621 hat Heer Joest Hane zu Werff, Lihr und Uttum Haubtling und Adde Frise gebohren Dochter zu Hinte und Grohthusen dis haus gebauwt“. In 1671 liet Joest Hanes zoon Didrich Arend Hane de noordoostelijke vleugel bouwen.
In 1933 werd de Haneburg door de nationaalsocialisten als landbouwschool gebruikt. In en kort na de Tweede Wereldoorlog was zij in gebruik als ziekenhuis en vervolgens als bejaardenhuis. In 1973 kwam de Landkreis Leer in bezit van het gebouw en liet dit restaureren. In 1976 was de restauratie gereed. Momenteel is de Haneburg de zetel van de Volkshogeschool Leer en wordt gebruikt voor vergaderingen en kunstexposities.
De Haneburg is niet te bezichtigen.